# Carrington-gebeurtenis
De Carrington-gebeurtenis was een zonnestorm die plaatsvond op 1 en 2 september 1859. Het wordt gezien als de krachtigste geomagnetische storm die ooit is gemeten op aarde, al is er een grote kans dat er vóór 1859 al zonnestormen zijn geweest die nog krachtiger waren. De gebeurtenis is vernoemd naar Richard Carrington, een astronoom die de zonnestorm documenteerde en als eerste een verband legde tussen zonneactiviteit en geomagnetische storingen op aarde.

## Uitbarsting
Op 1 september 1859 keek Richard Carrington rond het middaguur met een telescoop naar de zon en tekende hij een groep zonnevlekken. Plotseling zag hij in die zonnevlekken twee kleine, felle lichtvlekken oplichten. Na ongeveer vijf minuten verdwenen ze weer. Zijn collega, Richard Hodgson, zag hetzelfde, maar omschreef het als een heldere lichtster waaruit stralen naar buiten kwamen.
Wat Carrington en Hodgson zagen, was een krachtige uitbarsting op het oppervlak van de zon. Hierbij werd een wolk van heet plasma, vol met geladen deeltjes, met hoge snelheid naar de aarde gestuurd. Normaal duurt het drie tot vier dagen voordat zo'n wolk bij de aarde is, maar deze kwam al na 17 uur en 40 minuten aan. Waarschijnlijk kreeg de wolk extra vaart door eerdere uitbarstingen op de zon. Door deze snelle stroom van geladen deeltjes ontstond er een sterke verstoring in het magnetisch veld van de aarde.

## Effecten en gevolgen
In de nacht van 1 op 2 september 1859 verlichtte het poollicht de hemel op veel plaatsen over de hele wereld. De gloed was zo sterk dat het bijna leek alsof het dag was. Vogels begonnen te fluiten en sommige mensen dachten dat de zon was opgekomen. Normaal zie je het noorder- en zuiderlicht vooral in de buurt van de polen, maar deze nacht was het licht tot diep in de tropen zichtbaar. Het noorderlicht was zelfs in Cuba en Hawaii zichtbaar, en het zuiderlicht was tot in Chili te zien. In het noordoosten van de Verenigde Staten kon men 's nachts bij het licht van het poollicht de krant lezen.
De zonnestorm had vooral grote impact op telegraafkantoren, die destijds een belangrijke rol speelden in de communicatie. De storm verstoorde de elektronica van de telegraafsystemen, waardoor de kantoren niet meer met elkaar konden communiceren. Er ontstonden vonken in de telegraafapparaten en op sommige locaties raakte het telegraafpapier door de sterke stroomstoten beschadigd. Deze storing speelde zich wereldwijd af. Volgens E. W. Culgan, een telegraafmanager uit Pittsburgh, waren de elektrische stromen zo krachtig dat de platinacontacten bijna smolten en er vuurstromen uit de schakelingen kwamen. In Washington D.C. kreeg een telegraafoperator een flinke schok toen hij met zijn voorhoofd een aarddraad raakte.
De dag na de Carrington-gebeurtenis was er nog steeds veel magnetische activiteit bij de telegraafstations. Medewerkers van de American Telegraph Company in Boston konden geen berichten versturen of ontvangen via hun batterijen. Tot hun verrassing ontdekten ze dat ze berichten konden verzenden zonder de batterijen te gebruiken, puur door de stroom die werd opgewekt door de magnetische activiteit veroorzaakt door het poollicht. Hoewel dit minder soepel verliep dan normaal, was het voldoende om berichten over te brengen. Later die ochtend nam de magnetische storing af en konden de batterijen weer worden aangesloten.